# Lucida
Lucida is een geslacht van vlinders van de familie dikkopjes (Hesperiidae), uit de onderfamilie Hesperiinae.

## Soorten
- L. bocus (Bell, 1947)
- L. lucia (Capronnier, 1874)
- L. ranesus (Schaus, 1902)
- L. rogan Evans, 1955
- L. schmithi (Bell, 1930)